# Mládzovo
Mládzovo este o comună slovacă, aflată în districtul Poltár din regiunea Banská Bystrica. Localitatea se află la altitudinea de 235 m deasupra n.m., se întinde pe o suprafață de 7,98 km2 și în 2017 număra 95 de locuitori.

## Istoric
Localitatea Mládzovo este atestată documentar din 1436.

## Demografie
| An:                | 1994 | 2004    | 2014 | 2024    |
| ------------------ | ---- | ------- | ---- | ------- |
| Număr de persoane: | 118  | 104     | 104  | 122     |
| Diferență:         |      | −11,86% | +0%  | +17,30% |

| An:                | 2023 | 2024    |
| ------------------ | ---- | ------- |
| Număr de persoane: | 110  | 122     |
| Diferență:         |      | +10,90% |